# Dávid Holman
Dávid Holman (ur. 17 marca 1993 w Budapeszcie) – węgierski piłkarz występujący na pozycji pomocnika w słowackim klubie Slovan Bratysława. Były młodzieżowy reprezentant kraju.
Karierę rozpoczął w 2003 roku w Vác FC 1899. W 2007 trafił do MTK Budapest FC, a w 2009 przeszedł do Ferencvárosi TC. W listopadzie 2012 został włączony do pierwszej drużyny tego klubu. W styczniu 2015 został wypożyczony do Lecha Poznań. W styczniu 2016 podpisał czteroletni kontrakt z Debreceni VSC. W 2017 przeszedł do Slovana Bratysława.

## Statystyki kariery
Stan na 31 grudnia 2015
| Klub               | Sezon              | Liga                | Liga  | Liga   | Puchary krajowe | Puchary krajowe | Europa | Europa | Suma  | Suma   |
| Klub               | Sezon              | Liga                | Mecze | Bramki | Mecze           | Bramki          | Mecze  | Bramki | Mecze | Bramki |
| ------------------ | ------------------ | ------------------- | ----- | ------ | --------------- | --------------- | ------ | ------ | ----- | ------ |
| Ferencvárosi       | 2011/12            | Nemzeti Bajnokság I | 1     | 0      | 1               | 0               | –      | –      | 2     | 0      |
| Ferencvárosi       | 2012/13            | Nemzeti Bajnokság I | 4     | 0      | 1               | 0               | –      | –      | 5     | 0      |
| Ferencvárosi       | 2013/14            | Nemzeti Bajnokság I | 22    | 3      | 6               | 2               | –      | –      | 28    | 5      |
| Ferencvárosi       | 2014/15            | Nemzeti Bajnokság I | 0     | 0      | 5               | 2               | 1      | 0      | 6     | 2      |
| Lech Poznań (wyp.) | 2014/15            | Ekstraklasa         | 1     | 0      | 1               | 0               | 0      | 0      | 2     | 0      |
| Lech Poznań (wyp.) | 2015/16            | Ekstraklasa         | 3     | 0      | 3               | 2               | 3      | 0      | 9     | 2      |
| Ogólnie w karierze | Ogólnie w karierze | Ogólnie w karierze  | 31    | 3      | 17              | 6               | 4      | 0      | 52    | 9      |